# Det våras för världshistorien del 1
Det våras för världshistorien del 1 (engelska: History of the World, Part I) är en komedifilm från 1981, skriven och regisserad av Mel Brooks. Brooks spelar dessutom fem olika roller i filmen, som består av olika episoder som parodierar "kostymfilmer" om historiska händelser.

## Rollista
- Orson Welles – Berättare
- Mel Brooks – Mose, Comicus, Tomás de Torquemada, Ludvig XVI av Frankrike och Jacques le Garçon de Pisse
- Dom DeLuise – Kejsare Nero
- Madeline Kahn – Kejsarinna Nympho
- Harvey Korman – Count de Monet
- Cloris Leachman – Madame Defarge
- Ron Carey – Swiftus Lazarus
- Gregory Hines – Josephus
- Pamela Stephenson – Mademoiselle Rimbaud
- Spike Milligan – Monsieur Rimbaud
- Andreas Voutsinas – Béarnaise
- Shecky Greene – Marcus Vindictus
- Sid Caesar – Chief Caveman
- Bea Arthur – "Vnemployment" försäkringsmäklare
- Johnny Silver – Small Liar
- Mary-Margaret Humes – Miriam
- Paul Mazursky – Roman officer
- Hugh Hefner – Roman outside Temple of Eros
- Barry Levinson – Column Salesman
- Charlie Callas – Soothsayer
- John Hurt – Jesus Kristus
- Andrew Sachs – Gerard
- Diane Day – Caladonia
- Cleo Rocos – fransk flicka (ej krediterad)